# Teatro de La Candelaria
El Teatro La Candelaria es un grupo de teatro de Colombia. Fue fundado en junio de 1966 por un grupo de artistas e intelectuales provenientes de la Universidad Nacional. En la actualidad es uno de los teatros históricos de Colombia. 

## Características
El Teatro La Candelaria ha montado 88 obras y construido su sede en la localidad bogotana de La Candelaria. Se ha destacado no solo por la creación de obras colectivas e individuales originales, sino también por sus aportes teóricos. Por su parte, La Candelaria ha recibido numerosos premios y reconocimientos internacionales, entre ellos el Premio Casa de las Américas, en dos ocasiones, el Premio Celcit y el Dionisio de Oro del Festival de Los Ángeles.[cita requerida]